# Lasana (Texas)
Lasana es un lugar designado por el censo ubicado en el condado de Cameron en el estado estadounidense de Texas. En el Censo de 2010 tenía una población de 84 habitantes y una densidad poblacional de 39,41 personas por km².

## Geografía
Lasana se encuentra ubicado en las coordenadas 26°15′25″N 97°41′43″O / 26.25694, -97.69528. Según la Oficina del Censo de los Estados Unidos, Lasana tiene una superficie total de 2.13 km², de la cual 2.13 km² corresponden a tierra firme y (0.24%) 0.01 km² es agua.

## Demografía
Según el censo de 2010, había 84 personas residiendo en Lasana. La densidad de población era de 39,41 hab./km². De los 84 habitantes, Lasana estaba compuesto por el 90.48% blancos, el 0% eran afroamericanos, el 0% eran amerindios, el 0% eran asiáticos, el 0% eran isleños del Pacífico, el 5.95% eran de otras razas y el 3.57% pertenecían a dos o más razas. Del total de la población el 82.14% eran hispanos o latinos de cualquier raza.